# 20291 Raumurthy
A 20291 Raumurthy (ideiglenes jelöléssel 1998 FF67) a Naprendszer kisbolygóövében található aszteroida. A LINEAR projekt keretében fedezték fel 1998. március 20-án.